# Matajur
Der Matajur (slowenisch gelegentlich Velika baba) ist ein 1642 Meter hoher Berg in den Julischen Alpen, an der Staatsgrenze zwischen Slowenien und Italien, Region Friaul-Julisch Venetien. Vom Gipfel bietet sich bei gutem Wetter ein großartiger Ausblick auf das Soča-Tal im slowenischen Norden und südlich in das italienische Hügelland um Udine bis zum Adriatischen Meer. Von südlicher Seite steigt der Berg sanft zum Gipfel an, der nördliche Anstieg verläuft steiler und ist stärker bewaldet. Das Soča-Tal mit den Talorten Kobarid (Karfreit) und Tolmin (Tolmein) liegt mehr als 1300 Meter unter dem Gipfel.

## Militärstraße
Die italienische Armee baute vor dem Ersten Weltkrieg an der nordöstlichen Flanke eine Militärstraße von Livek (ital. Luico) über den Weiler Avsa zum Matajur. Durch den zum Transport von schwerer Artillerie erstellten festen Unterbau kann die Schotterstraße auch heute noch als Almweg benutzt werden. Die felsige Piste ist heute aus Mangel an Pflege in einem schlechten Zustand und in höheren Lagen übersät mit groben Steinbrocken.
Für Geländefahrer stellt die etwa 8 km lange landschaftlich reizvolle Schotterstrecke eine beliebte Herausforderung dar. Der Schwierigkeitsgrad steigt im oberen Teil erheblich an.

## Geschichte
Auf dem Berggipfel befand sich im Ersten Weltkrieg eine strategisch wichtige befestigte Stellung der italienischen Armee. Diese Stellung wurde während der Zwölften Isonzoschlacht am 26. Oktober 1917 von deutschen Infanterieeinheiten unter Erwin Rommel gegen eine italienische Übermacht in einem schnellen Sturmangriff erobert. Eine Erinnerungstafel im unteren Teil der Militärstraße mit grafischer Darstellung der Angriffsoperation weist auf die Erstürmung hin. Auf italienischer Seite des Gipfels erinnert eine kleine Kapelle an die Gefallenen der Schlachten.
Das Gebiet rund um den Berggipfel dient heute hauptsächlich der Almwirtschaft, im Sommer weiden zahlreiche Kuhherden.

## Geologie
Nicht weit nordöstlich von dem Rifugio Alpino G. Pelizzo entfernt befindet sich ein Karrengebiet, ein Beispiel für Spitzkarren, das einen lohnenden Einblick in die Erosionskräfte zeigt, die aus Kalkfelsen spitze Nadeln formen.